# Andrea Salvatore Aglio
Andrea Salvatore Aglio (Arzo, 3 gennaio 1736 – Arzo, 11 maggio 1786) è stato un pittore e scultore svizzero.
Originario di Arzo (Mendrisio) nel canton Ticino, figlio di Antonio e di Antonia Rossi di Andrea, rimase orfano in tenera étà e fu grazie agli zii Giovanni e Prospero che poté seguire un apprendistato a Como. A 16 anni si recò a Dresda  presso gli zii "bene introdotti a Dresda presso la corte dei principi di Würtenberg  così prendendo il posto che era stato del padre", dove rimase per circa 22 anni .
Sposò, forse a Dresda, Anna Dorotea "Hyeristein" figlia di Cristoforo, originaria di Camez (l'attuale Chemnitzer Land in Sassonia) nata nel 1754 ca., dalla quale ebbe diversi figli .
Delle sue opere non è rimasto quasi nulla. Suo è l'altare in marmo realizzato nel 1756 nella chiesa di Borna, piccolo villaggio presso Dresda oggi appartenente al comune di Bahretal (circondario della Svizzera Sassone-Osterzgebirge). Aglio fece dono dell'altare agli abitanti per ringraziarli dell'aiuto ricevuto durante un trasporto di marmi. Lo scultore rientrò ad Arzo verso il 1774, anno in cui figura nel registro dello "Stato delle anime" assieme alla madre vedova Antonia, alla moglie Anna Dorotea e al figlio Francesco di 1 anno. Secondo quanto riferisce l'abate Oldelli nel suo dizionario, Aglio riscoprì e modificò una tecnica detta a encausto che gli permetteva di dipingere e riprodurre opere d'arte sul marmo e di creare imitazioni di marmi preziosi facendo penetrare leggermente il colore nella pietra e fissandolo poi definitivamente. Ad Arzo realizzò con questa tecnica l'altare della Madonna del Rosario nella chiesa parrocchiale, probabilmente fra il 1784 e il 1786 . Aglio morì nel maggio del 1786 poco dopo aver redatto un testamento in favore dei quattro figli ancora minorenni, Maria Antonia, Anna Carolina, Francesco Antonio e Pietro Giovanni. Si è conservato un inventario dei suoi beni e di quelli della moglie, morta nel 1789.